# Herman Daly

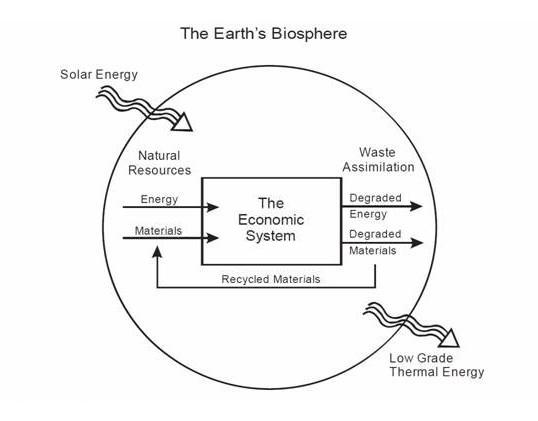
El sistema de la economía humana como subsistema del medio ambiente global.

Herman Daly (Houston, 21 de julio de 1938-28 de octubre de 2022) fue un economista ecológico estadounidense, georgista y profesor de la "Escuela de Política Pública" de la Universidad de Maryland de Estados Unidos.
Fue economista sénior en el Departamento de Medio Ambiente del Banco Mundial, donde ayudó a desarrollar directrices políticas relacionadas con el desarrollo sostenible. Estando allí, estaba comprometido con trabajos en operaciones medioambientales en América Latina.
Antes de incorporarse al Banco Mundial, Daly fue investigador asociado en la Universidad de Yale, y exalumno de la cátedra de economía en la Universidad Estatal de Luisiana. Es cofundador y editor asociado de la revista Ecological Economics.
Recibió el galardón Premio Right Livelihood (el Premio Nobel alternativo); el premio Heineken de ciencias ambientales de la Real Academia de las Artes y las Ciencias de los Países Bajos, el premio Grawemeyer de la Universidad de Louisville de 1992 por ideas que mejoran el orden mundial; el premio Sophie (Noruega); el Premio Leontief del Global Development and Environment Institute; y fue elegido Hombre del Año 2008 por la revista Adbusters. Se le atribuye ampliamente haber originado la idea del crecimiento antieconómico, aunque algunos atribuyen esto a Marilyn Waring, quien lo desarrolló de manera más completa en su estudio del Sistema de Cuentas Nacionales de la ONU. En 2014, Daly recibió el Premio Planeta Azul  de la Fundación Asahi Glass.
Se le atribuye ampliamente el haber originado la idea del crecimiento antieconómico, aunque algunos atribuyen este mérito a Marilyn Waring que lo desarrolló de forma más completa en su estudio del Sistema de Cuentas Nacionales de la ONU.

## Obra
El interés de Daly en la economía del desarrollo, la población, la economía ecológica, y el medio ambiente se ha materializado en un centenar de artículos así como en numerosos libros, que incluyen:
- 1977, Steady-State Economics
- 1989, For the Common Good, con el teólogo John B. Cobb, Jr.: El cual recibió el Premio Grawemeyer a las ideas para mejorar el Orden Mundial.
- 1993, Valuing the Earth
- 1996, Beyond Growth
- 1999, Ecological Economics and the Ecology of Economics
- 2003, Ecological Economics: Principles and Applications, con Joshua Farley: un libro de texto sobre economía.